# Хани (Fighting Vipers)
Ха́ни (яп. ハニー Хани:, англ. Honey), в Америке и Европе известная как Кэ́нди (англ. Candy) — персонаж серии видеоигр Fighting Vipers от компании Sega. Хани — шестнадцатилетняя девушка, принимающая участие в боевом турнире, который организовал мэр города Армстоун. Героиня носит красную броню, юбку, длинные красные сапоги до колен и чёрные чулки. Боевой стиль, который Хани использует в бою, также является плодом её собственной работы: в нём она, кроме силовых ударов и захватов, имеет приёмы, имитирующие и подобающие движениям кошки.
Реакция прессы на появление Хани была неоднозначной: критики посчитали девушку лишь ещё одним примером сексуализации женских персонажей в видеоиграх. Несмотря на противоречивые отзывы, Хани обрела большую популярность среди фанатов, благодаря чему стала одним из героев серии комиксов Sonic the Hedgehog в виде антропоморфной кошки.

## Общая характеристика

Хани во вселенной Sonic the Hedgehog

Хани является шестнадцатилетней девушкой-брюнеткой, которая обучается в школе моды. Согласно сюжетной линии первой Fighting Vipers, мэр города Армстоун официально объявил о начале боевого турнира с финальной схваткой на вершине высокой городской башни. В мероприятии должно участвовать восемь человек. Хани, которая захотела прорекламировать свою линию модной одежды, принимает участие в городском турнире, чтобы победить. Хани носит красную броню с крылышками сзади, перчатки в виде кошачьих лап, красную латексную юбку с кружевами, чёрные чулки и сапоги. В Fighting Vipers 2 героиня облачается в новый костюм, являющийся платьем тёмно-синего цвета, поверх которого надет фартук красного цвета.
В виде антропоморфной кошки из вселенной Sonic the Hedgehog, Хани носит несколько изменённую версию оригинального костюма, а цвет её шёрстки — золотистый, в соответствии с именем (англ. honey — «мёд», в переносном значении — «дорогуша», «милочка», «крошка»). Её характер был продемонстрирован в основном в комиксах от компании Archie Comics, где она изображается дружелюбной и решительной кошкой, которая не боится проблем. Во время участия в турнире, устроенном ежихой Бризи, Хани познакомилась со своей давней поклонницей — ежихой Эми, и они быстро нашли между собой общий язык. Также в комиксах показано, что Хани умеет проигрывать — будучи побеждённой в турнире в бою против ежа Соника, она не расстроилась.
В руководстве игры Fighting Vipers героиня описана как тихая и стеснительная девушка, которая в битве становится грозным и хитрым бойцом. В бою Хани использует свой собственный боевой стиль, состоящий из различных силовых ударов, захватов и приёмов, имитирующих кошачьи движения. Также она часто использует свою коронную атаку ягодицами. Девушка способна использовать бонго как оружие и не гнушается применять нечестные приёмы ради победы над противником.

## Появления
Первое появление Хани состоялось в файтинге Fighting Vipers. Интересной особенностью данного персонажа стало то, что в североамериканской и европейской версиях игры имя героини по неизвестным причинам было заменено на Кэнди. В версии Fighting Vipers для консоли Sega Saturn, Хани имела несколько дополнительных костюмов, которым были отведены отдельные ячейки на экране выбора персонажей. Следующее появление героини состоялось в Fighters Megamix, являющемся кроссовером между сериями Virtua Fighter и Fighting Vipers. Как и большинство бойцов из первой части игры, Хани вернулась в Fighting Vipers 2.
Помимо появлений в серии Fighting Vipers, Хани также появлялась в других франшизах. Она должна была появиться в Sonic the Fighters, вышедшей в 1996 году для аркадных автоматов, но в финальной версии игры была недоступна и сыграть за неё можно с помощью взлома посредством чит-кода. Официально Хани дебютировала уже в переиздании файтинга для платформ PlayStation 3 и Xbox 360, выпущенном в 2012 году — через 16 лет после выхода оригинальной версии. Также девушка появляется в файтинге Fighters Megamix — кроссовере серий Fighting Vipers и Virtua Fighter.
Помимо видеоигр, Хани, в образе кошки из Sonic the Fighters, стала одним из персонажей серии комиксов Sonic the Hedgehog. Первое появление героини состоялось в №268 журнала, где она принимает участие в боевом турнире ежихи Бризи с вышеупомянутой целью прорекламировать свою линию модной одежды.

## Идея и создание
Как утверждал руководитель проекта Fighting Vipers Хироси Катаока, дизайн Хани был создан только одним художником, а не всей командой Sega AM2. Один из программистов студии решил добавить в прототип файтинга модели Соника и Тейлза из серии Sonic the Hedgehog. Позднее это заметил продюсер проекта Ю Судзуки. Обговорив это с главой Sonic Team, Юдзи Накой, продюсер принял решение о разработке отдельного файтинга с участием персонажей серии Sonic the Hedgehog. Во время работы над Sonic the Fighters, студия приняла решение добавить в игру Хани, и, для соответствия стилистике вселенной Соника, переделать её в антропоморфную кошку. По словам Хироси Катаоки, который также был руководителем разработки Sonic the Fighters, программист сделал это втайне от руководства, что, вполне вероятно, и является причиной отсутствия героини в финальной версии игры. В Fighting Vipers 2, Хани, наряду с несколькими другими персонажами, «получила» совершенно новый костюм, созданный приглашённым художником из компании Imaitoons.
Причиной появления Хани в комиксах Sonic the Hedgehog, как признались авторы публикаций, стала популярность героини и большое количество фанатов, просившие добавить её в сюжетную линию Соника и его друзей. Персонаж был представлен на выставке New York Comic-Con 2014, где был показан её несколько отличающийся от оригинальной игровой версии костюм.

## Восприятие
Появление персонажа в игре Fighting Vipers было неоднозначно встречено прессой. Рецензенты были недовольны чересчур стереотипным внешним видом персонажей файтинга. Из всех героев игры обозреватели часто выделяли Хани, главным образом из-за откровенного костюма и акцентировании внимания на ягодицах героини, выраженном некоторыми из её приёмов. На последнее особо обратил внимание представитель сайта Game Revolution, комментируя в своём обзоре один из её «провокационных» приёмов «Bootie Bop»: «Я был бы рад, чтобы меня побили, лишь бы сразиться против неё». Тем не менее, критик не отнёсся к этому положительно. Выражая общее мнение своих коллег интернет-портала, он заявил, что подобный ход, в котором разработчики намеренно сексуализируют образы женских персонажей, «безвкусен», но он, скорее всего, помогает улучшить продажи игры. Журналист Kikizo Джозеф Джексон назвал Хани «стереотипно милым девушкой-бойцом». В обзоре на Fighting Vipers 2 от игрового сайта GameCola критик признался, что для него самыми любимыми персонажем в файтинге являются Хани и её коллега по турниру Большой Малер. Немецкий игровой журнал Video Games назвал Хани «очаровательной даже при проигрыше [в бою]». Рецензируя HD-переиздание первой части Fighting Vipers, обозреватель сайта TrueAchievements назвал систему разрушаемой брони, из-за которой некоторые персонажи игры могут остаться в одном нижнем белье, главной причиной популярности героини.
В 2009 году Хани попала в список «Уродливых полигональных „малышек“» сайта GamesRadar, где автор приводил примеры девушек и женщин из старых видеоигр, которые, несмотря на графические несовершенства игровых моделей того времени, запомнились игрокам привлекательными. Хани заняла 31 место в топе «50 лучших персонажей 1996 года» японского игрового журнала Gamest. В 2014 году Хани попала на 33 место в списке «100 наиболее привлекательных героинь из видеоигр» по мнению представителя бразильского интернет-ресурса Portal PlayGame.